# جورج أندرو ريزنر
جورج أندرو ريزنر (5 نوفمبر 1867 - 6 يونيو 1942 م) عالم آثار أمريكي وقائد فريق كرة القدم الأمريكية في جامعة بيردو للعام 1889 م، ولد في انديانا بوليس بولاية انديانا وتوفي في الجيزة بمصر، أثناء دراسته لجبل البركل (الجبل المقدس) في المنطقة النوبية في السودان. كما عثر علي العديد من الملوك النوبيين الذين لم يدفنوا في إهرامات خاصة بهم وعثر أيضاً علي جمجمة يعتقد انها تعود لملكة نوبية، وتوجد هذه الجمجمة حالياً ضمن معروضات متحف بيبودي للآثار والإثيولوجيا التابع لجامعة هارفارد في كامبريدج وقد فحص أرباض الهرم الثالث وكذلك المصاطب الجنائزية بالقرب من الهرم الأكبر وأثناء هذه الحفائر اكتشف تماثيل الملك منقرع باني الهرم الثالث وتمثال لزوجته.
أعتقد ريزنر ان حضارة كرمة النوبية القديمة هي القاعدة الاصلية لحكام مصر وان الممالك المصرية تطورت في الأساس من كرمة، ويعتبر هذا العالم أول من وضع قائمة لنواب ملوك مملكة كوش، كما يرجع الفضل اليه في اكتشاف قبر الملكة حتب فرس ام الفرعون خوفو باني الهرم الأكبر والتي تحتوي مقبرتها على عدد من قطع الأثاث المزخرفة ولكن خشبها كان قد هلك غير أنه استطاع بمساعدة معاونيه أن يعيد تركيب جزء كبير ممنه من ملاحظة مكان وقوع الأغشية الذهبية وقطع الفيانس، وقد إلتقي بالملكة الرومانية ماريا في الجيزة انذاك وكذلك نقب في مقابر ملوك الأسرة الخامسة والعشرين والمعبد في نباتا وكلف بالاشراف على المسح الأثري لمنطقة النوبة الذي حدث عام 1907 عندما بني سد أسوان ولكن لم يصدر إلا الجزء الأول عن هذه الحفائر من تأليفه كما نقب في مواقع من عصر الدولة الوسطى في قرمه وكتب تقريرا عنها عام 1932 وفي قلعة سمنه عند الشلال الثاني وفي عام 1909 قام بحفائر في السامرية في فلسطين وبالإضافة إلى نشره لحفائره كتب مقالات عديدة للمجلات العلمية وفي سنة 1905 قام بنشر بردية هيرست الطبية ومات ريزنر في القاهرة بعد أن قاسى لبضع سنين من عمى متزايد.

## روابط خارجية
- جورج أندرو ريزنر على موقع الموسوعة البريطانية (الإنجليزية)